# Georges van Hecke

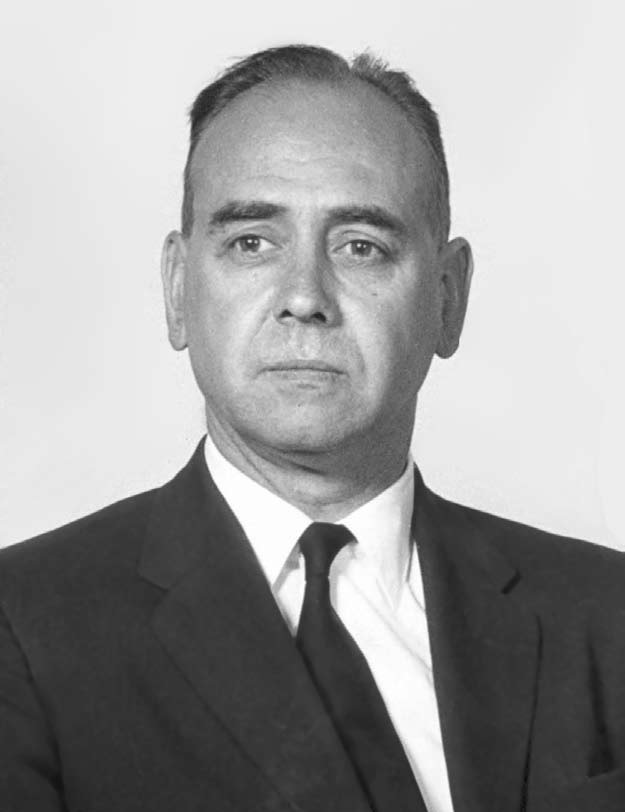

Georges André Oscar Firmin Anatole ridder van Hecke (Cambridge, 10 mei 1915 - 4 februari 2006) was een Belgische advocaat, rechtsgeleerde en hoogleraar aan de Katholieke Universiteit Leuven.

## Biografie

### Familie
Georges Van Hecke was een zoon van Albert Van Hecke en Marcelle Houa. Zijn vader was burgerlijk ingenieur, hoogleraar aan de Katholieke Universiteit Leuven en volksvertegenwoordiger. Hij was een broer van Francis van Hecke (1920-2020), chemicus en hoogleraar die trouwde met een telg uit het geslacht Jacobs van Merlen.
Hij trouwde in 1948 met jkvr. Marie-Emilie Rolin-Jaequemyns (1921-2009), dochter van baron Emmanuel Rolin-Jaequemyns, burgemeester van Gomzé, en kleindochter van Edouard Rolin-Jacquemyns, rechtsgeleerde en minister. Ze kregen zes kinderen. Hij was een schoonbroer van industrieel en volksvertegenwoordiger Robert Rolin-Jacquemyns.

### Carrière
Van Hecke promoveerde tot doctor in de rechten, licentiaat in de wijsbegeerte en licentiaat in de politieke en diplomatieke wetenschappen aan de Katholieke Universiteit Leuven. Van 1949 tot aan zijn emeritaat in 1985 was hij hoogleraar aan deze universiteit. Hij doceerde onder meer personen- en familierecht, overeenkomsten, internationaal privaatrecht en rechtsvergelijking. Gedurende de periode 1968-1971 was hij decaan van de faculteit Rechtsgeleerdheid. Van Hecke was vele jaren gasthoogleraar in de Parker School of Foreign and Comparative Law aan de Columbia University te New York in de Verenigde Staten.
Hij was een actief deelnemer aan de Haagse Conferenties voor Internationaal Privaatrecht. Hij was stichtend lid en later voorzitter van het Interuniversitair Centrum voor Rechtsvergelijking en was een van de eerste Belgische juristen die, bij de start van de Europese integratie, zich vertrouwd maakte met het Europese recht.
Van Hecke doorliep daarnaast een lange carrière als advocaat bij de balie van Brussel en daarna bij de balie aan het Hof van Cassatie, waarvan hij van 1977 tot 1979 stafhouder was. Samen met onder meer Jean-Pierre De Bandt lag hij aan de basis van het advocatenkantoor De Bandt, Van Hecke & Lagae, dat later met andere kantoren tot Linklaters fuseerde.
Hij was verder:
- assessor bij de afdeling Wetgeving van de Raad van State,
- ondervoorzitter van het Institut de Droit International,
- Belgisch vertegenwoordiger bij de 7de, 8ste, 9de en 12de Haagse Conferentie voor Internationaal Privaatrecht,
- voorzitter van de Belgische afdeling van de Vereniging voor de vergelijkende studie van het recht van België en Nederland,
- lid van de Benelux Studiecommissie voor de Eenmaking van het Recht,
- briefwisselend lid van de Koninklijke Vlaamse Academie van België voor Wetenschappen en Kunsten,
- buitenlands lid van de Koninklijke Nederlandse Akademie van Wetenschappen,
- lid van de Hoge Raad voor de Nijverheidseigendom,
- bestuurder van het Koninklijk Instituut voor Internationale Betrekkingen,
- kanselier van de Belgische afdeling van de Orde van het Heilig Graf.

Van Hecke werd in 1969 opgenomen in de erfelijke Belgische adel met de persoonlijke titel van ridder. In 1986 werd de persoonlijke titel omgezet in de bij eerstgeboorte overdraagbare titel van ridder. Hij nam als wapenspreuk Op God betrouwd.

## Publicaties (selectie)
- Problèmes juridiques des emprunts internationaux, 1955.
- Een weerslag van zijn colleges aan de Haagse Academie van internationaal recht.
- Miscellanea Georges van Hecke, 1985.